# Ozeanosphäre

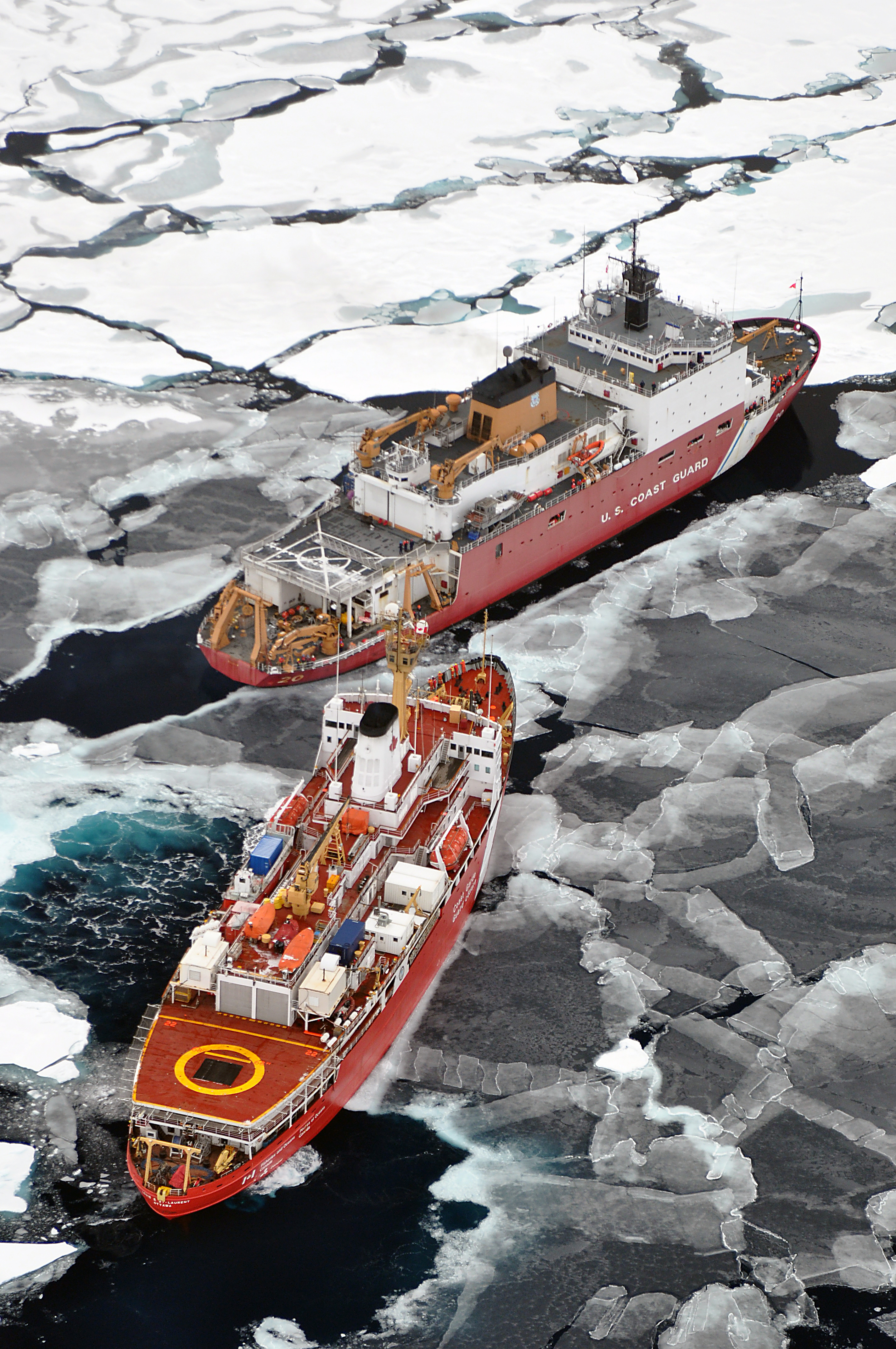
Gefrorene und flüssige Anteile der Ozeanosphäre.

Die Ozeanosphäre ist eine der Erdsphären. Sie bezeichnet die Gesamtheit der marinen Gewässer der Erde. Damit schließt sie sämtliche Wässer der Meere oberhalb der Meeresgründe ein (Meerwasser). Außerdem umfasst sie ebenso die dortigen Wässer unterhalb der Meeresgründe (marine Grundwässer).
Die Ozeanosphäre stellt den größten der drei Teile der erdoberflächennahen Hydrosphäre. Der anderen Teile heißen Limnosphäre und atmosphärisches Wasser. Ein Synonym für die Ozeanosphäre lautet Thalassosphäre.
Die Wässer der Ozeanosphäre bestehen in der Regel aus Salzwasser, allerdings können einige Bereiche stark verminderte Salzgehalte aufweisen. Dazu gehören beispielsweise die östlichen Abschnitte der Ostsee. Als Teile der Hydrosphäre sind sowohl Ozeanosphäre als auch Limnosphäre vollständig und gleichermaßen eingebunden in den erdweiten Wasserkreislauf. In Nähe der Küsten gehen demzufolge ihre Wässer fließend ineinander über. Dort können sich Naturerscheinungen herausbilden, die im Übergangsfeld anzusiedeln sind zwischen Ozeanosphäre und Limnosphäre. Zu solchen Naturerscheinungen des Übergangs gehören beispielsweise die Wässer von Flussmündungen, die sich erst allmählich mit Meerwasser vermischen und auf diese Weise breite Brackwasserkörper bilden. Auch können Meerwässer unterirdisch bis hinter die Küsten gelangen und dort salzhaltige Grundwasservorkommen anlegen.